# Miroslav Marković
Miroslav Marković (srbskou cyrilicí Мирослав Марковић; * 11. dubna 1989, Aranđelovac, SFR Jugoslávie) je srbský profesionální fotbalový útočník, od léta 2017 hráč klubu SKA-Chabarovsk. V zahraničí působil na klubové úrovni ve Slovinsku, Česku, na Slovensku, v Řecku a Rusku.

## Klubová kariéra
Svoji fotbalovou kariéru začal ve slovinském druholigovém mužstvu NK Krka, odkud v roce 2008 zamířil FC Baník Ostrava, který se stal jeho prvním zahraničním angažmá. Během svého působení v mužstvu hrál spíše za rezervu nebo hostoval v jiných klubech. Konkrétně na podzim 2009 v FC Zenit Čáslav, v jarní části ročníku 2009/10 v FC Graffin Vlašim a v sezoně 2010/11 v FK Viktoria Žižkov. S klubem postoupil do 1. ligy a stal se 17 góly po kamerunském Danim Chigou druhým nejlepším střelcem ligy. V létě 2011 Baník definitivně opustil a podepsal smlouvu s FK Dukla Praha, odkud odešel před jarem 2012 na hostování do MFK Ružomberok. Následující půl rok hostoval v SK Dynamo České Budějovice. V lednu 2013 přestoupil do moravského klubu FC Zbrojovka Brno. V létě 2015 v mužstvu skončil.
V sezóně 2015/16 působil v řeckém klubu AEL Kallonis. V září 2016 se vrátil do České republiky a podepsal jako volný hráč roční smlouvu s týmem FC Slovan Liberec. V únoru 2017 přestoupil do Bohemians 1905. V létě 2017 odešel do Ruska do klubu SKA-Chabarovsk, nováčka ruské nejvyšší ligy.